# Tuatha de Danann (groupe)
Pour les articles homonymes, voir Tuatha De Danann.
Tuatha de Danann est un groupe de folk metal brésilien, originaire de Varginha, dans l'État du Minas Gerais. Leur style musical mêle heavy metal et musique celtique. Durant son existence, le groupe joue dans de nombreux festivals internationaux, dont le Wacken Open Air en Allemagne.

## Biographie
Le groupe est initialement formé en 1995 dans la ville de Varginha, dans l'État du Minas Gerais, sous le nom de Pendragon. À cette période, le groupe était orienté death-doom mêlé à des éléments de musique celtique et médiévale. Après la sortie de leur première démo intitulée The Last Pendragon, ils s'aperçoivent qu'un groupe britannique portait déjà le nom de Pendragon, et décident alors de changer pour Tuatha de Danann. Le groupe tire son nom de la mythologie celtique : Tuatha Dé Danann est un terme gaélique signifiant « Les gens de Dana » (Dana est une déesse celte). Les Tuatha Dé Danann sont une race mythique de dieux qui peuplait l'Irlande avant l'arrivée des Milesiens, ancêtre des Gaëls. En 1998, le groupe publie sa deuxième démo, intitulée Faeryage, qui comprend des morceaux de flûtes et de violons. Le premier EP s'intitule tout simplement Tuatha de Danann, et sort en 1999. 
Après de nombreux concerts à travers le Brésil, le groupe publie son premier album studio, Tingaralatingadun en 2001. Relativement bien accueilli par la presse spécialisée,, l'album permet au groupe de se faire remarquer un peu partout dans le monde, notamment en Europe où la musique celtique connait un fort succès. 
En 2002, le groupe sort un deuxième mini-album, The Delirium Has Just Began. Initialement intitulé The Delirium... en décembre 2002, il est enregistré dans un studio d'enregistrement à São Paulo appelé Contato, et masterisé dans un autre studio. Il est publié au Brésil comme EP max stended, et comme chansons bonus de l'album Tingaralatingadun en France. Le deuxième album studio du groupe, Trova di Danú, parait en 2004 au Brésil, et en 2005 en France. Au début de 2009, le groupe est annoncé aux côtés du groupe brésilien Krisiun à la 11e édition du festival Roça 'n' Roll, organisé les 5 et 6 juin 2009 au Fazenda Estrela, dans la zone rurale de Varginha, au Brésil. Cette même année, ils effectuent un live acoustique avant de disparaitre de la scène musicale.
Après quelques années d'absence, en août 2014, le groupe divulgue sur Internet, deux nouveaux titres We're Back et Dawn of a New Sun, issus d'un nouvel album sorti en juillet 2015 au Brésil. Ce nouvel album, intitulé Dawn of a New Sun, est autofinancé, et publié 10 ans après la sortie de leur dernier album studio.
Le premier EP (Tuatha de Danann est réenregistré en 2016 et sort sur le label brésilien Heavy Metal Rock.
Un nouvel EP sort en 2019, The Tribes of Witching Souls, suivi en 2020 d'un album : In Nomine Éireann, toujours chez Heavy Metal Rock.

## Style musical
Le groupe mélange un rock puissant avec des instruments traditionnels : violon, flûte, cornemuse, harmonica. L'ambiance qui en résulte est un mélange de chansons festives et d'éléments plus sombres empruntés au metal extrême.

## Membres

### Membres actuels
- Bruno Maia - chant, flûtes, guitare
- Rodrigo Berne - guitare, chant
- Giovani Gomes - basse, chant
- Rodrigo Abreu - batterie, percussions
- Edgard Britto - claviers
- Alex Navar : Uilleann pipes, chant

### Anciens membres
- Leonardo Godtfriedt - claviers, violon
- Rafael Castro - claviers, piano

## Discographie
- 1999 : Tuatha de Danann -E.P. (démo)
- 2001 : Tingaralatingadun
- 2003 : The Delirium Has Just Begun...
- 2005 : Trova Di Danu
- 2015 : Dawn of a New Sun
- 2016 : Tuatha de Danann - E.P. (ré-enregistrement)
- 2019 : The Tribes of Witching Souls - E.P.
- 2020 : In Nomine Éireann